# قلعه رستم (زهک)
قلعه رستم یا ده کدخدارستم روستایی در دهستان جزینک بخش جزینک شهرستان زهک استان سیستان و بلوچستان ایران است. بر پایه سرشماری عمومی نفوس و مسکن در سال ۱۳۹۰ جمعیت این روستا ۳۵۶ نفر (در ۷۹ خانوار) بوده است.